# Günter Wohlfart
Günter Wohlfart (* 1943 in Frankfurt am Main) ist ein deutscher Philosoph, Hochschullehrer und Poet.

## Leben
Günter Wohlfart studierte an den Universitäten Frankfurt und Tübingen Philosophie, Germanistik und Psychoanalyse.
Die Promotion erfolgte über Kants Ästhetik, die Habilitation über Hegels Sprachphilosophie. Von 1983 bis 1985 war er Professor an der Albert-Ludwigs-Universität Freiburg, von 1985 bis 1986 Professor an der Universität Essen. Zwischen 1987 und 2003 hatte er einen Lehrstuhl für Philosophie an der Bergischen Universität Wuppertal inne. Ferner lehrte er an Hochschulen in Nordamerika und Ostasien, insbesondere aber in China.
Wohlfahrt gründete am 13. März 1988 die Académie du Midi, deren Präsident er bis 2002 war. Seit 2003 ist Wohlfahrt emeritiert und lebt mit seiner Frau in einem Berghof in Südfrankreich.

## Werk
Seit Anfang der 1990er Jahre ist sein Arbeitsschwerpunkt das ostasiatische Denken insbesondere der Philosophische Daoismus, aber auch der Zen-Buddhismus.
Seine Publikation besteht aus 18 Büchern und  Editionen, darunter mehrere zu Ostasien (drei zum Zhuangzi). Er veröffentlichte etwa 100 Artikel, die in mehrere Sprachen übersetzt wurden. Wohlfart hielt etwa 200 Gastvorträge im In- und Ausland.
Er verbringt seine Freizeit mit Reisen und dem Haiku-Schreiben.

## Veröffentlichungen (Auswahl)
- Der Augenblick. Zeit und ästhetische Erfahrung bei Kant, Hegel, Nietzsche und Heidegger mit einem Exkurs zu Proust. Verlag Karl Alber Freiburg i. Br. / München 1982. ISBN 3-495-47489-7
- Denken der Sprache. Sprache und Kunst bei Vico, Hamann, Humboldt und Hegel. Verlag Karl Alber Freiburg i. Br. / München 1984. ISBN 3-495-47543-5
- Der Punkt. Ästhetische Meditationen. Verlag Karl Alber Freiburg i. Br. / München 1986. ISBN 3-495-47601-6
- „Also sprach Herakleitos“. Heraklits Fragment B 52 und Nietzsches Heraklit-Rezeption. Verlag Karl Alber Freiburg i. Br. / München 1995. ISBN 3-495-47712-8
- Zen und Haiku oder Mu in der Kunst HaiKühe zu hüten nebst anderen Texten für Nichts und wieder Nichts.  Reclam-Verlag, Stuttgart 1997.  ISBN 978-3-15-009647-5[2]
- Die Kunst des Lebens und andere Künste. Skurrile Skizzen zu einem eurodaoistischen Ethos ohne Moral. Parerga Verlag, Berlin 2005. ISBN 3-937262-22-9
- als Herausgeber: Friedrich Nietzsche: Die nachgelassenen Fragmente. Eine Auswahl. Reclam, Stgt. 1996. ISBN 3-15007118-6[3]

Weitere Veröffentlichungen im pdf-Format abrufbar auf der privaten Homepage von Günter Wohlfart.